# Odlewanie folii ceramicznych
Odlewanie folii ceramicznych (ang. Tape casting) – jest to metoda wykorzystująca gęstwy lejne do uzyskania cienkich wstęg ceramicznych o grubości nawet poniżej 1 mm. Gęstwa dostarczona jest z naczynia roboczego na ruchomy pas ze stali lub tworzywa sztucznego, wyrównywana jest przy pomocy noża zapewniającego stabilność grubości wyrobu.